# El Puerto (ort i Dominikanska republiken, San Pedro de Macorís)
El Puerto är en ort i Dominikanska republiken.   Den ligger i provinsen San Pedro de Macorís, i den östra delen av landet, 60 km nordost om huvudstaden Santo Domingo. El Puerto ligger 122 meter över havet och antalet invånare är 3 278.
Terrängen runt El Puerto är huvudsakligen platt, men österut är den kuperad. Terrängen runt El Puerto sluttar söderut. Runt El Puerto är det ganska tätbefolkat, med 179 invånare per kvadratkilometer. Närmaste större samhälle är Bayaguana, 18,1 km väster om El Puerto. Omgivningarna runt El Puerto är en mosaik av jordbruksmark och naturlig växtlighet.